# Rhizopus stolonifer
Rhizopus stolonifer is een heterothallisch lagere schimmel uit de familie Mucoraceae. De schimmel leeft in kolonievorm en parasiteert op vaatplanten. Deze veroorzaakt dan de plantziekte rhizopusrot.

## Kenmerken
De schimmels leven in koloniën, die een hoogte van twee centimeter kunnen bereiken. De koloniën zijn tot drieënhalf centimeter lang en 34 micrometer dik; ze hebben een roodbruine kleur.
De schimmel plant zich voort door middel van sporen, die opgeslagen worden in sporendoosjes. Deze hebben een diameter van honderd tot tweehonderd micrometer. De sporen zelf hebben een bruinzwarte kleur en elk van deze sporen heeft een andere vorm. In eerste instantie zijn de sporen wit van kleur, maar later verkleuren ze naar zwart.
De soort prefereert een gemiddelde temperatuur van 25 °C, maar kan groeien bij temperaturen tussen 4,5 en 30 °C. De soort kan ook temperaturen van 35 tot 37 °C verdragen.

## Levenswijze

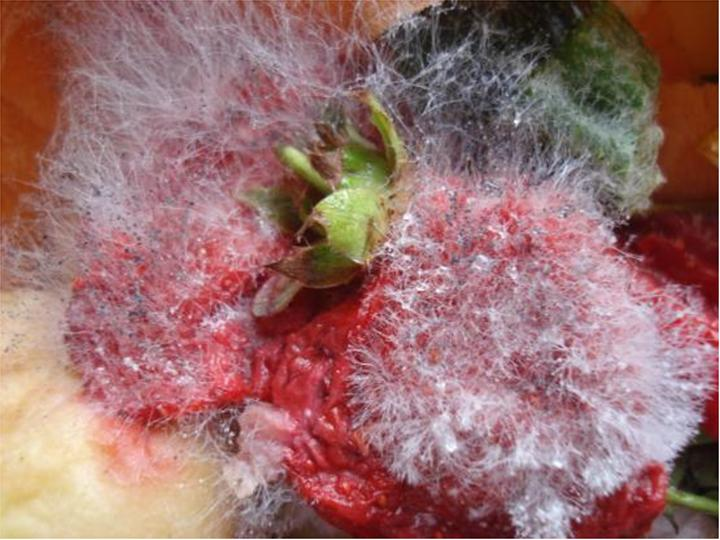
Aardbei aangetast door Rhizopus stolonifer

Rhizopus stolonifer parasiteert onder andere op fruitplanten en dan in het bijzonder bessen, waaronder de aardbei. Wanneer het fruit geïnfecteerd raakt met deze schimmel, ontstaat er rot. Daarnaast parasiteert de schimmel op een aantal groenten, waaronder de tomaat en de aubergine.
Er zijn meerdere methoden om deze schimmel te bestrijden. Zo wordt de schimmel in aanraking gebracht met heet water of bestraald met ultraviolet licht. Wanneer de schimmel niet bestreden wordt, kan de vrucht in enkele dagen wegrotten. De schimmel is resistent tegen de natuurlijke afweersystemen van de meeste vruchten.
Rhizopus stolonifer komt voor in subtropische en tropische regio's en kan zich voeden met sterk uiteenlopende etenswaren, waaronder noten en vlees maar ook met zuivelproducten.

## Variëteiten
Er worden twee variëteiten tot Rhizopus stolonifer gerekend, namelijk Mucor stolonifer var. stolonifer en Mucor stolonifer var. luxurians.